# All Hail the King
All Hail the King (bra: Todos Saúdem o Rei) é um curta-metragem estadunidense de 2014 lançado diretamente em vídeo, apresentando o personagem Trevor Slattery do Universo Cinematográfico Marvel, produzido pelo Marvel Studios e distribuído pela Walt Disney Studios Home Entertainment. É uma sequência spin-off de Iron Man 3 (2013), e o quinto filme da série de curtas-metragens "Marvel One-Shots". O filme foi escrito e dirigido por Drew Pearce, e é ambientado no UCM, compartilhando a continuidade com os filmes da franquia. É estrelado por Ben Kingsley como Slattery, ao lado de Scoot McNairy, Lester Speight e Sam Rockwell. Em All Hail the King, um documentarista (McNairy) entrevista o infame terrorista Trevor Slattery na prisão.
O desenvolvimento de um curta centrado em Slattery começou durante a produção de Iron Man 3, com Pearce eventualmente concebendo uma ideia contingente com Kingsley disposto a reprisar seu papel de Iron Man 3, que ficou entusiasmado após ler o roteiro. As filmagens ocorreram em Los Angeles ao longo de três dias, com Pearce mais tarde voando para o Canadá para filmar a participação de Rockwell como Justin Hammer, reprisando seu papel de Iron Man 2 (2010).
All Hail the King foi lançado digitalmente e no home video de Thor: The Dark World (2013) em fevereiro de 2014 e foi recebido positivamente. A história de Slattery, do Mandarim e dos Dez Anéis é continuada no filme Shang-Chi and the Legend of the Ten Rings (2021).

## Enredo
Trevor Slattery, um presidiário da prisão Seagate, está morando com seu próprio "mordomo", Herman, e outros presos servindo como seu fã-clube e protetores. Olhando para a atenção que Slattery recebe no refeitório está Justin Hammer, que se pergunta o que o torna tão especial. Slattery é entrevistado pelo documentarista Jackson Norriss, que deseja fazer uma crônica dos acontecimentos da situação do Mandarim. Norriss, tentando aprender mais sobre Slattery pessoalmente, reconta seu passado de sua primeira escalação quando criança, bem como sua atuação no piloto fracassado da CBS, Caged Heat. Norriss eventualmente informa a Slattery que sua interpretação irritou algumas pessoas, incluindo o verdadeiro grupo terrorista Dez Anéis, que Slattery não sabia que existia. Norriss conta a ele a história do Mandarim e do grupo terrorista, antes de revelar que ele é na verdade um membro do grupo. Ele então puxa uma arma e mata os guardas e Herman, antes de dizer a Slattery que o verdadeiro motivo da entrevista é tirá-lo da prisão para que ele possa encontrar o verdadeiro líder dos Dez Anéis. Ao ouvir isso, Slattery ainda não tem ideia de todas as consequências de sua interpretação como Mandarim.

## Elenco
- Ben Kingsley como Trevor Slattery: Um preso na prisão Seagate que é o tema de um documentário de Jackson Norriss. Kingsley repete seu papel de Iron Man 3.[2]
- Scoot McNairy como Jackson Norriss:
Membro da organização terrorista Dez Anéis se passando por um documentarista.[3] Nos quadrinhos, o nome do personagem é soletrado "Norris",[4] enquanto um vídeo lançado como parte de uma campanha de marketing viral para Captain America: Civil War em maio de 2016 revelou que um personagem separado chamado Jackson Norris de fato existe em outro lugar no UCM.[5]
- Lester Speight como Herman: Mordomo e segurança de Slattery em Seagate.[3]
- Sam Rockwell como Justin Hammer: Um preso na prisão Seagate, que era um fabricante de armas. Rockwell repete seu papel de Iron Man 2.[6]

Além disso, Matt Gerald interpreta White Power Dave; Crystal, o macaco, interpreta o macaco barra; e Allen Maldonado retrata Fletcher Heggs, que tem uma tatuagem de uma peça de xadrez em seu rosto como uma referência aos quadrinhos, onde ele é um personagem menor conhecido por "Knight".

## Produção

### Desenvolvimento e roteiro

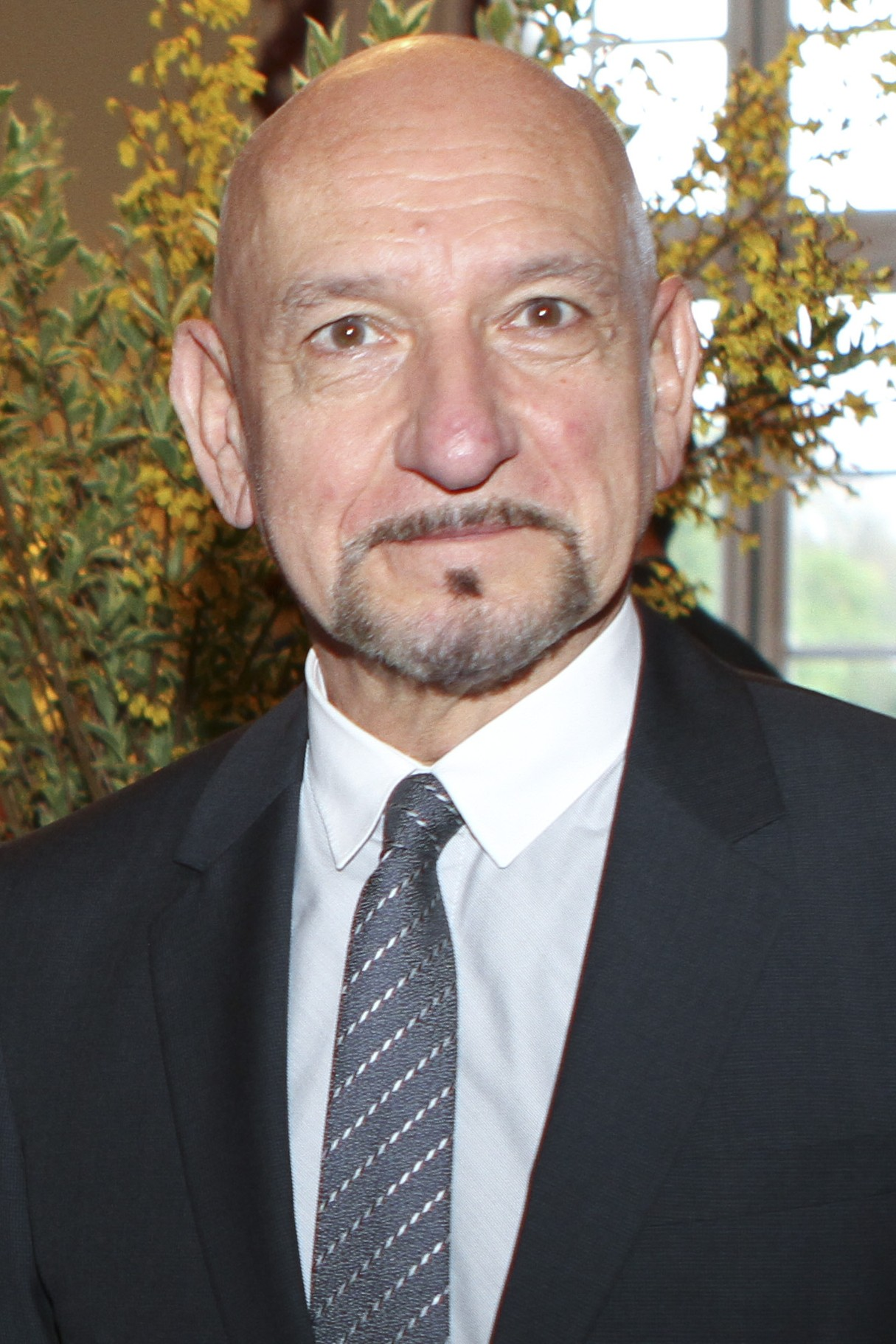
Depois que Ben Kingsley foi contratado para All Hail the King, outros membros da equipe foram contratados.

Drew Pearce, o co-roteirista de Iron Man 3, e o produtor Stephen Broussard tiveram a ideia do curta All Hail the King durante a produção de Iron Man 3, para fornecer "uma visão nova" do personagem Mandarim. O Marvel Studios e o consultor Joss Whedon foram positivos sobre o curta, contando com o envolvimento de Ben Kingsley. Kingsley concordou depois de ler o roteiro, com Pearce acreditando que ele queria voltar porque gostava de interpretar Slattery. Em outubro de 2013, Kingsley disse que estava trabalhando em um projeto secreto com a Marvel envolvendo "muitos membros da equipe que estavam envolvidos em Iron Man 3". Posteriormente, foi revelado que este era o curta, escrito e dirigido por Pearce. Iron Man 3 originalmente tinha Slattery morrendo no filme, então o curta teria sido uma prequela explorando parte de sua vida passada. Durante a edição de Iron Man 3, quando foi alterado para Slattery ficar vivo, Pearce ficou menos entusiasmado com o curta sendo uma prequela, uma vez que "inevitavelmente falta um senso de drama" e sentiu que continuar a jornada de Slattery após os eventos do filme foi " mais emocionante "já que" você não sabe o que vai acontecer".
O diretor de Iron Man 3, Shane Black, sentiu que a Marvel "viu tantas coisas negativas" em torno do retrato do Mandarim, que o curta foi criado como "um pedido de desculpas aos fãs que estavam tão irritados". Embora parte do diálogo seja escrito em resposta aos críticos da interpretação do Mandarim do Iron Man 3, a história foi escrita simplesmente como uma extensão dos Dez Anéis e do enredo do Mandarim apresentados em todos os filmes do Iron Man. Pearce escreveu o curta para ser ambíguo o suficiente para que o enredo pudesse ser explorado em futuros filmes ou séries de televisão. Sobre os Dez Anéis, Pearce afirmou que achou o grupo uma parte "muito poderosa" do UCM devido à sua introdução no primeiro filme do universo, e observou que o produtor Kevin Feige estava animado em ver um membro da organização ser "genuinamente vicioso". Por causa disso, Pearce trabalhou para tornar a ação do curta "real e brutal" para justapor o tom mais cômico que o antecedeu, que ele sentiu que aumentaria o humor de Slattery, já que o personagem "não responde a nada da mesma forma que qualquer outro ser humano" deveria. Falando sobre adicionar easter eggs e referências aos quadrinhos, Pearce observou que o que ele adicionou ao roteiro não significava necessariamente que eles eram parte do plano maior da Marvel para o UCM, e disse que gostava de "encher o saco do UCM" e esperava para ver se "algumas coisas ficam presas e outras permanecem apenas um tipo de referência encantadora". O nome Caged Heat foi usado anteriormente pela Marvel como o título provisório de Iron Man 3.

### Filmagens e pós-produção
All Hail the King foi filmado durante três dias em Los Angeles, incluindo em uma "prisão para mulheres abandonadas" no lado leste de Los Angeles. Pearce acreditava que a produção foi "incrivelmente sortuda" em alinhar sua programação de filmagens com a de Kingsley, que estava trabalhando em vários projetos diferentes. Duas unidades de produção foram utilizadas para capturar as imagens do curta principal e do material de Caged Heat. Tanto a Marvel quanto Sam Rockwell estavam "a bordo" para uma participação especial, mas Rockwell não foi capaz de fazê-la devido ao trabalho em Poltergeist (2015). No entanto, durante a pós-produção desse filme, Rockwell leu o roteiro do curta e ligou para Pearce, dizendo que ficaria feliz em participar se suas cenas pudessem ser filmadas em Toronto durante um de seus intervalos. Pearce foi para o Canadá e filmou Rockwell em um set que foi pintado para combinar com as filmagens de Los Angeles, dizendo "Rockwell entrou e arrasou".
A trilha para o curta foi composta por Brian Tyler, com as cenas de Caged Heat compostas pelo ícone da música da TV dos anos 1980, Mike Post. A sequência de abertura, que foi criada pela Perception, foi inspirada em Dr. No, Charade e Iron Monkey, assim como outros filmes de exploitation de Kung-Fu.

## Lançamento
All Hail the King foi lançado na versão digital de Thor: The Dark World em 4 de fevereiro de 2014, e em 25 de fevereiro de 2014 no lançamento em Blu-ray. Foi incluído no disco de bônus do box set "Marvel Cinematic Universe: Phase Two Collection", que inclui todos os filmes da Fase Dois do Universo Cinematográfico Marvel, assim como os outros curta-metragens da Marvel. A coleção tem comentários em áudio de Pearce e Kingsley, e foi lançado em 8 de dezembro de 2015. All Hail the King foi disponibilizado no Disney+ em 27 de agosto de 2021 nos Estados Unidos, antes do lançamento de Shang-Chi and the Legend of the Ten Rings, que apresenta o verdadeiro líder dos Dez Anéis.

## Recepção
Cliff Wheatley, da IGN, deu a All Hail the King uma nota 9,4 de 10. Ele disse que é "um retorno à adorável personalidade do infeliz Trevor e um passo a frente para o Universo Cinematográfico da Marvel. Ele tem suas peculiaridades que devem satisfazer os amantes e os haters de Trevor Slattery. Mas é a abordagem que Pearce adota com o material, desde os créditos de abertura no estilo filme de kung-fu até o tom alegre que toma uma virada repentina e chocante. Kingsley mais uma vez brilha no papel de Slattery, indiferente e ignorante, mas mais do que feliz em deslizar de volta para o modo Mandarim se isso agradar seus fãs adoradores. Pearce vai para algumas das mesmas piadas de Iron Man 3 em uma espécie de forma referencial, mas não é nada muito prejudicial".
Devin Faraci, do Birth.Movies.Death, chamou-o de "outro excelente curta-metragem do pessoal do Marvel Studios", que ele sentiu que merecia ser exibido nos cinemas em vez de apenas lançado no home video. Ele sentiu que o personagem Slattery "foi usado na quantidade perfeita em Iron Man 3, e dar a ele mais tempo de tela aqui, em um projeto paralelo, parece o caminho certo para voltar para ele. Kingsley está se divertindo, contando muitas piadas maravilhosas e mergulhando direto no personagem egocêntrico e sem noção que representa todos os nossos piores estereótipos de atores". Faraci elogiou a sequência de Caged Heat, bem como a participação especial de Rockwell, e afirmou positivamente na revelação do Mandarim, "ao invés de um retcon, parece uma expansão, um puxar de cortina para revelar mais da imagem". Por outro lado, Andrew Wheeler, do Comics Alliance, criticou a apresentação do curta sobre a homossexualidade, visto que foi a primeira tentativa do Marvel Studios de trazer conceitos LGBTQIA+ para o UCM. Brennan Klein, do Screen Rant, chamou-o de "um curta puramente cômico que funciona como um esboço de Saturday Night Live".

## Futuro
O filme Shang-Chi and the Legend of the Ten Rings explora elementos do enredo do curta, como a revelação do verdadeiro líder dos Dez Anéis, Wenwu, com Kingsley reprisando seu papel como Slattery no filme.  O diretor de Shang-Chi, Destin Daniel Cretton, disse que queriam "ser fiéis" ao curta do filme, acrescentando que "incluir aquele enredo neste filme, acho que não foi apenas muito divertido, acho que é essencial ouvir [Slattery ] admitir o quão ridícula era toda aquela situação".